# 카를로 체레솔리
카를로 체레솔리(이탈리아어: Carlo Ceresoli ˈkarlo tʃereˈzɔːli[*]; 1910년 6월 14일, 롬바르디아 주 베르가모 ~ 1995년 4월 22일, 롬바르디아 주 베르가모)는 이탈리아의 전 축구 골키퍼이다.

## 클럽 경력
베르가모 출신인 체레솔리는 세리에 B의 아탈란타를 거쳐 세리에 A의 인테르나치오날레, 볼로냐, 제노아, 그리고 유벤투스에서 활약했다.

## 국가대표팀 경력
체레솔리는 잔피에로 콤비, 알도 올리비에리와 더불어 이탈리아를 대표한 1930년대 수문장으로 평가된다. 그러나, 그는 이탈리아 국가대표팀 일원으로 1934년 월드컵에서 그리스와의 예선전과 잉글랜드를 상대한 하이버리 난투극에서 에릭 브루크의 페널티 킥을 선방한 것으로 알려져 있다. 잔피에로 콤비가 1934년 월드컵을 끝으로 장갑을 벗으면서, 체레솔리는 1933-35 시즌 중부 유럽 선수권 대회 막판 3경기를 출전했고, 이탈리아 국가대표팀 일원으로 첫 대회 우승을 경험했다. 그는 1938년 월드컵에도 참가했지만 이번에는 알도 올리비에리가 주전이었고, 결국 이탈리아 국가대표팀에서 출전한 경기 수는 8번에 그쳤다.

## 수상

### 국가대표팀
이탈리아
- 월드컵: 1938
- 중부 유럽 선수권 대회: 1933-35